# Програма «Вікінг»

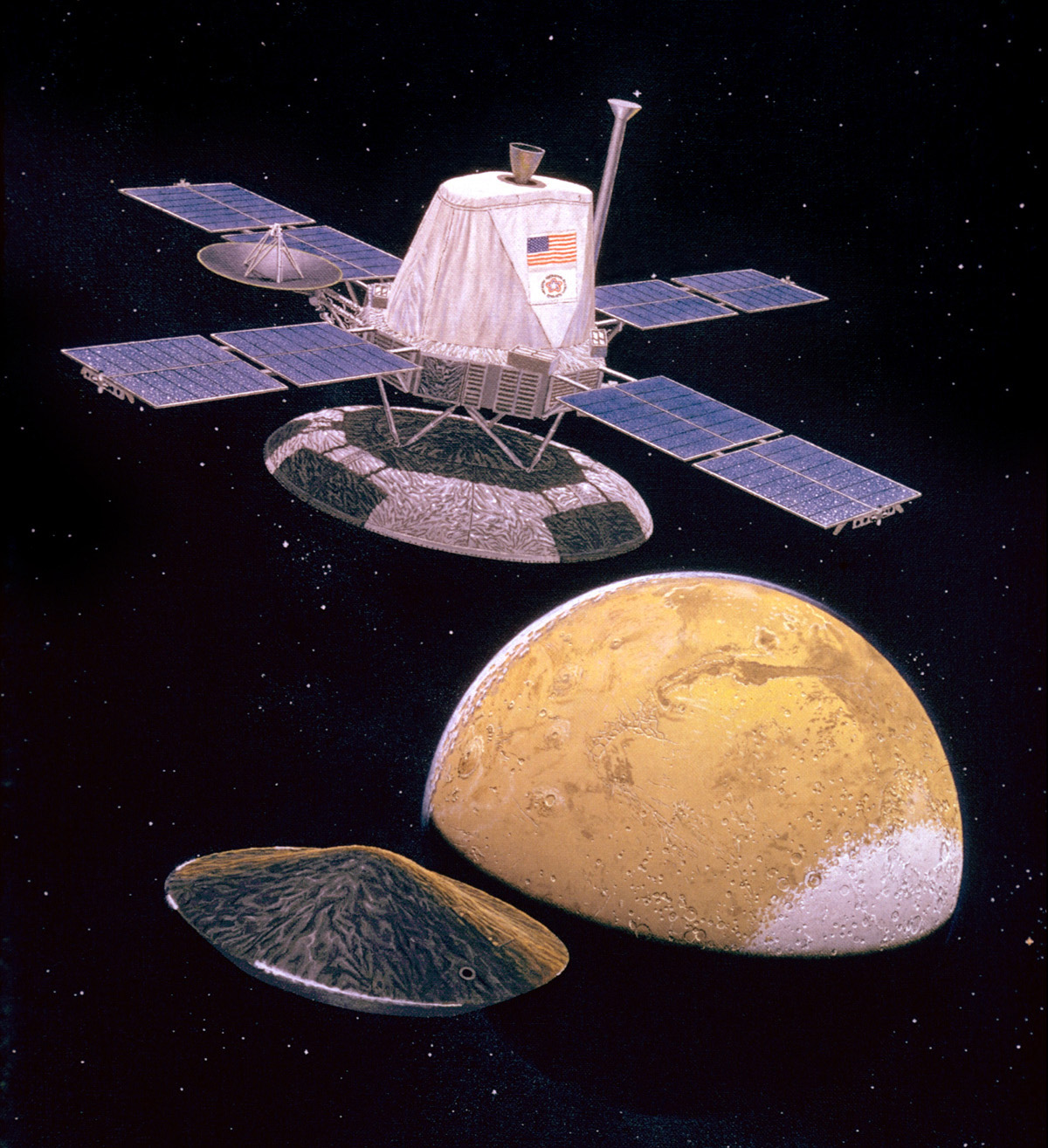
«Вікінг» у польоті

Програма «Вікінг» — космічна програма НАСА з вивчення Марса, зокрема, щодо наявності життя. Одна з найінформативніших і найуспішніших марсіанських програм, хоча їй не вдалося виявити життя.

## Загальна характеристика
За програмою було запущено два ідентичні космічні апарати — «Вікінг-1» і «Вікінг-2», які мали провести дослідження з навколомарсіанської орбіти і на поверхні Марса. Програма «Вікінг» була кульмінацією серії польотів космічних апаратів для вивчення Марса, початок яким поклав з пролітної траєкторії «Марінер-4» у 1964 році, продовжили «Марінер-6» і «Марінер-7» у 1969-му і перший штучний супутник іншої планети «Марінер-9» у 1971—1972 роках. «Вікінги» — перші космічні апарати, які успішно працювали на поверхні Марса.
Обидва апарати були запущені в 1975 році з мису Канаверал у штаті Флорида (США). Перед польотом апарати були ретельно стерилізовані для запобігання зараження Марса земними формами життя. Політ тривав трохи менше року, до Марса апарати наблизилися в 1976 році.
Після посадки очікувана тривалість місій становила 90 діб, але кожен апарат пропрацював значно більше цього терміну. Орбітальний апарат «Вікінг-1» пропрацював до 7 серпня 1980 року, спускний апарат — до 11 листопада 1982-го (внаслідок помилки оператора при оновленні програмного забезпечення направлена антена опустилася вниз, і зв'язок було втрачено). Орбітальний апарат «Вікінг-2» функціонував до 25 липня 1978 року, спускний апарат — до 11 квітня 1980-го.

## Конструкція і характеристики апаратів
Загальна маса апарата при зльоті — 3530 кг, зокрема 1445 кг палива. Після відділення спускного апарата і посадки маса спускного апарата — 600 кг, маса орбітальної частини — 900 кг. Орбітальний блок «Вікінга», створений на базі станції «Марінер-9», мав висоту 3,35 м і розмах панелей із сонячними елементами 9,75 м; спускний апарат мав висоту 2,1 м і максимальний поперечний розмір 3 м.

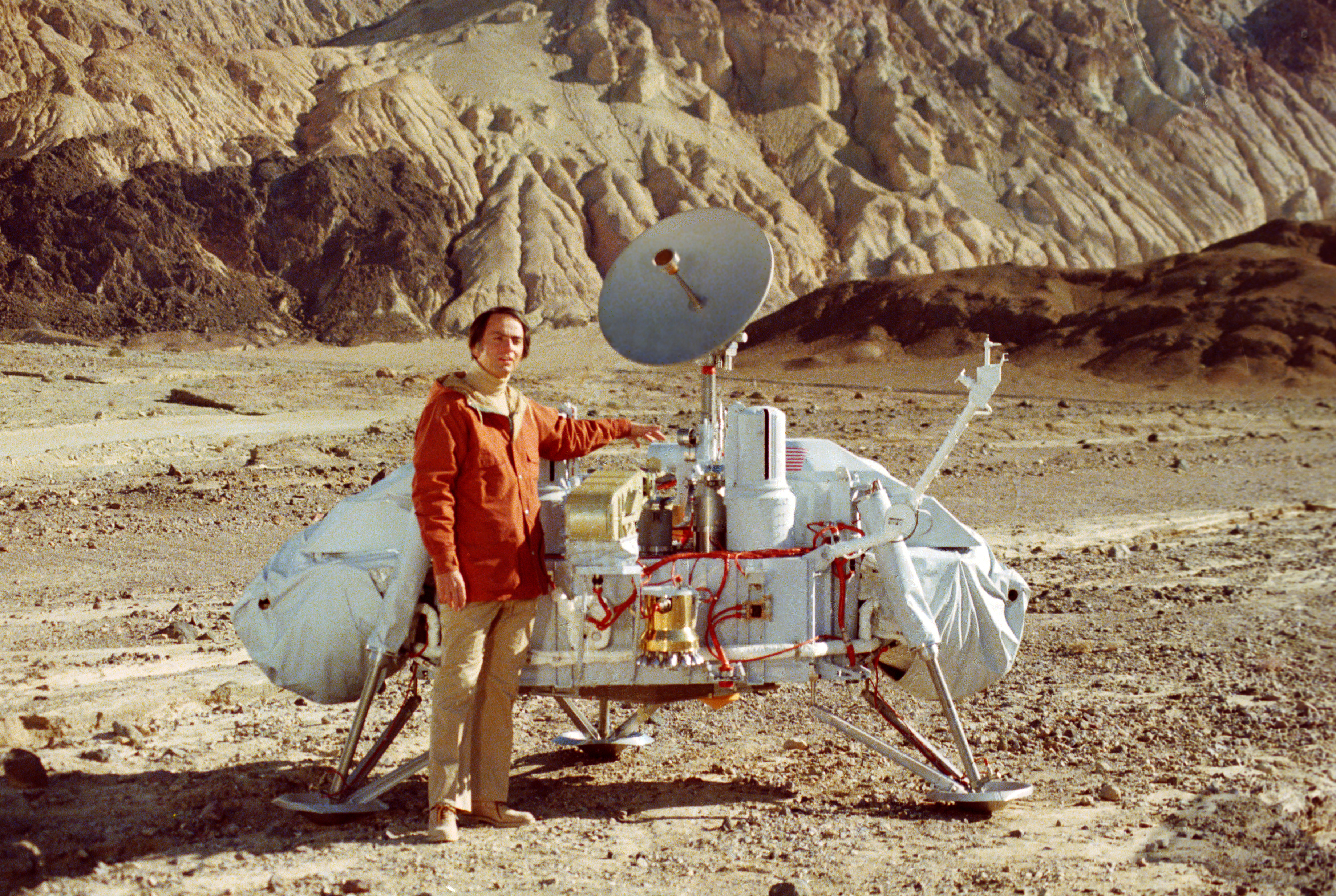
Карл Саган біля моделі спускного апарата «Вікінг»

Орбітальна частина мала реактивний двигун тягою 136 кг. Електроенергію для орбітальної частини виробляли сонячні панелі, для спускного апарата — плутонієві батареї, що містять радіоактивний плутоній-238.
На орбітальному блоці були встановлені дві телевізійні камери (роздільність при зйомці з висоти 1500 км становила 40 м), інфрачервоний спектрометр для реєстрації водяної пари в марсіанській атмосфері й інфрачервоний радіометр для одержання теплової карти планети.
Орбітальна частина також ретранслювала інформацію, передану зі спускних апаратів. Пропускна спроможність — близько 10 кбіт/с. Водночас спускні апарати могли зв'язуватися із Землею безпосередньо, але з набагато нижчою швидкістю (менше 1 кбіт/с).
У системі забезпечення м'якої посадки спускних апаратів використовувалися радіолокаційний висотомір і радіолокатор, а також 8 реактивних двигунів тягою по 4,5 кг для забезпечення сходу з орбіти, 6 двигунів орієнтації тягою по 4,5 кг, лобовий екран діаметром 3,6 м для аеродинамічного гальмування в атмосфері, парашут із куполом діаметром 16,2 м для гальмування з висоти бл. 4 км після відділення лобового екрана і 3 реактивні двигуни керування змінної тяги (40—260 кг) для гальмування з висоти бл. 1,2 км після відділення парашута.
На спускному апараті були встановлені наукові прилади для досліджень на ділянці спуску в атмосфері Марса і після посадки на поверхню планети. На ділянці спуску вимірювалися атмосферні тиск і температура, визначався газовий склад атмосфери (за допомогою мас-спектрометра), реєструвалися іони та електрони в марсіанській іоносфері. Крім того, визначався профіль щільності атмосфери.
Для досліджень на поверхні Марса були передбачені:
- Дві телевізійні камери з круговим оглядом.
- Прилади для метеорологічних досліджень, що вимірюють тиск, температуру, швидкість і напрямок вітру біля поверхні.
- Сейсмометр.
- Газовий хроматограф у поєднанні з мас-спектрометром для ідентифікації за молекулярною масою органічних речовин, що входять до складу проб ґрунту, а також для аналізу проб атмосферних газів.
- Рентгенівський флуоресцентний спектрометр для ідентифікації неорганічних речовин, що входять до складу проб ґрунту.
- Установка для пошуку життя у пробах ґрунту за такими ознаками, як фотосинтез, обмін речовин і газообмін.

Для переміщення до приймальних пристроїв установки для пошуку життя проб ґрунту використовувався ґрунтозабірник, винесений на триметровій штанзі і забезпечений скребком для прокопування траншей. Скребок дозволяв також визначати механічні характеристики ґрунту, а магніти, встановлені на скребку, — збирати частинки магнітних матеріалів для подальшої зйомки їх телекамерою з використанням збільшувального дзеркала.

## Наукові результати

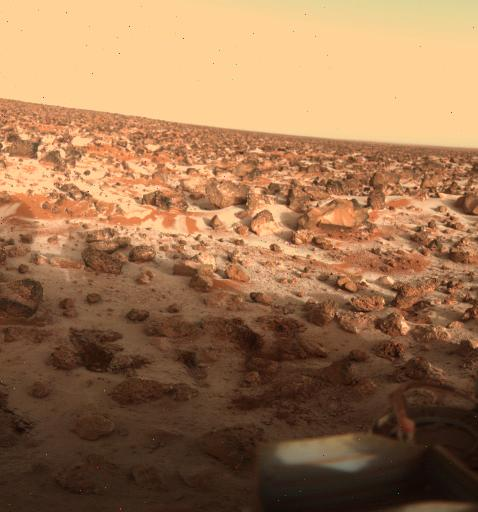
Засніжена пустеля на Марсі. Знімок «Вікінга-2».

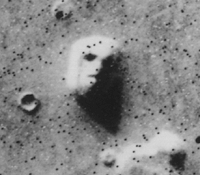
Знамените обличчя на Марсі, зняте апаратом Вікінг-1

«Вікінги» вперше передали з поверхні Марса кольорові фотографії високої якості. На них видно пустельну місцевість із червонуватим ґрунтом, всипаним камінням. Небо було рожевим внаслідок розсіювання світла червоними частками пилу в атмосфері.
Основними елементами в ґрунті, за даними рентгено-флуоресцентного спектрометра «Вікінгів», були кремній (13—15 %), залізо (12—16 %), кальцій (3—8 %), алюміній (2—7 %), титан (0,5—2 %).
Обидва апарати взяли зразки ґрунту як проби для аналізу на наявність життя. Результати виявилися досить несподіваними: виявлена відносно висока хімічна активність ґрунту, однак однозначних слідів життєдіяльності мікроорганізмів виявити не вдалося.
Експеримент із газообміну виявив 15-кратне перевищення виділення кисню порівняно з очікуваним. Усі відомі науці земні форми життя витрачають певний час на ріст і відтворення, і тому це явище, найімовірніше, пояснюється суто хімічними реакціями в багатому на залізо ґрунті.
У другому експерименті частина проби завантажувалася в резервуар із живильним бульйоном, у якому були радіоактивні атоми. Аналізатор детектував гази, що виділялися, і виявив збільшення діоксиду вуглецю, майже таке ж, як при аналізі біологічно активних зразків земного ґрунту. Але незабаром і цей прилад практично припинив функціонувати.
У третьому експерименті реєструвалося поглинання ізотопу вуглецю 14С передбачуваними органічними сполуками марсіанського ґрунту. Марсіанський вуглекислий газ 12С замінювався на радіоактивний 14С, ґрунт освітлювався світлом, подібним сонячного. У земних умовах мікроорганізми добре засвоюють вуглекислий газ. Потім проба ґрунту нагрівалася, щоб виявити засвоєний радіоактивний вуглець 14С. На Марсі цей експеримент дав неоднозначний результат: вуглець то засвоювався, то ні.
Крім того, виконувався експеримент із виявлення органічних речовин (не обов'язково в живій формі), який дав загалом негативний результат.
Основний висновок, який можна зробити за результатами цих експериментів: або кількість мікроорганізмів у місцях посадок «Вікінгів» мізерно мала, або їх немає взагалі. Аналогічні експерименти в пустельних місцевостях на Землі однозначно вказували на наявність життя.
Орбітальні модулі виявили геологічні утворення, які дуже нагадують сліди водної ерозії, зокрема, русла висохлих річок. Спускні апарати протягом кількох років здійснювали спостереження, надавши, зокрема, безліч цінних відомостей про марсіанські породи.
Після того як місія «Фенікс» у 2008 році виявила в ґрунті Марса перхлорати, експеримент «Вікінгів» був повторений зі земним ґрунтом, узятим у Чилі. До ґрунту були додані перхлорати, і результат загалом виявився схожим на результати, отримані «Вікінгами».